# Envemo (automóveis)
A Envemo (Engenharia de Veículos e Motores) foi uma empresa brasileira, produtora de automóveis (em geral réplicas e adaptações de modelos famosos no exterior), sediada na cidade de São Paulo, que operou entre 1966 e 1995.

## História
A Envemo foi criada em São Paulo em 1966 com a finalidade de prestar serviços técnicos para a indústria automobilística. Logo passou a aplicar seus conhecimentos na preparação de motores, no que contou com a colaboração do grande piloto Chico Landi.
Porém, oficialmente em 1979 a Envemo era criada como montadora. Luís Fernando Gonçalves, proprietário de um Porsche 356 ano 1964 gostava tanto do veículo que resolveu fabricar uma cópia dele no Brasil. Seu primeiro automóvel, clone do referido Porsche foi chamado de Envemo Super 90 Coupe, construído sobre o chassi do Volkswagen Brasília e utilizando o motor refrigerado a ar 1.6L do Fusca. O modelo atingiu grande sucesso, sendo exportado para os Estados Unidos e a Europa. O sucesso do modelo fez nascer inclusive adaptações dele por outras companhias, como o Swing, fabricado pela Inbrave.
O sucesso da companhia e sua fama de qualidade encorajaram Gonçalves a investir em outra adaptação, o Envemo Camper, baseado no Jeep Cherokee Sport, utilizando mecânica General Motors 4.1L. Afora suas criações próprias, a Envemo também atuou na personalização de automóveis durante os anos 80, época em que as importações de veículos estrangeiros ainda eram proibidas. Mas, justamente a alta qualidade na produção de seus veículos foi a responsável pelo fim da companhia. Como seu custo era muito elevado, com a abertura das importações em 1990, a Envemo enfrentou sérios problemas com concorrentes do exterior de preços inferiores e qualidade igual ou superior. Transferiu sua fábrica para a zona franca de Manaus numa tentativa de baratear os custos, mas sucumbiu em 1995.
Sua réplica do Porsche 356, contudo, sobreviveu à marca, passando a ser produzida pela Chamonix, que além da réplica do Porsche 356 também produziu réplicas do 550. Porém, sendo o maior mercado da Chamonix os kits exportados para os EUA, na crise de 2008 a mesma encerrou suas atividades.